# 表單

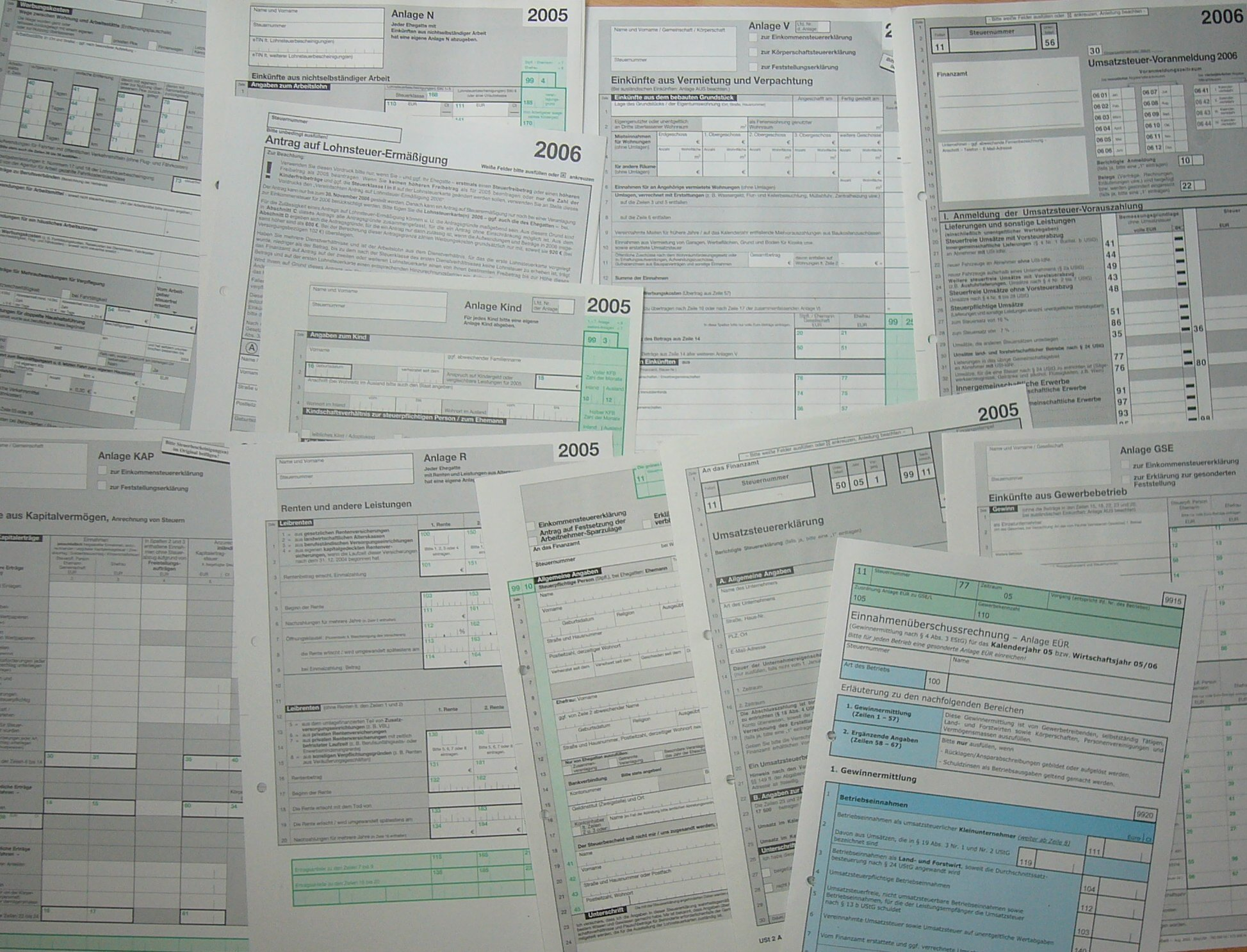
各種表單

表單是一种带有空格可用于书写以及能选择和勾選相似內容的文件。表單可用於填寫声明、请求、命令、支票、税單。早在19世紀初的法律行業就已出現表單。